# Crazy Music
A Crazy Music a francia Ottawan második Ottawan 2 stúdióalbumának 2. kimásolt kislemeze, mely slágerlistás helyezést is elért, valamint a klubok nagy kedvence volt. A kislemez B oldalára a Help! Get Me Some Help című dal került, mely szintén megjelent kislemezen. A német kiadású 12-es bakelit lemezre a Shubidube Love került.
A dal a német kislemezlista 26. helyéig jutott, ahol 11 hétig volt slágerlistás helyezett, valamint az osztrák kislemezlista 19. helyéig, ahol 6 hétig tartotta a pozícióját.

## Tracklista
7" kislemez
(Carrere 6C 006-64605)
1. "Crazy Music" - 3:23
2. "Help! (Get Me Some Help) - 3:45

12" Maxi
 Németország (Carrere 2145 415)
1. "Crazy Music" - 5:30
2. "Shubidube Love" - 2:50

## Slágerlista
| Slágerlista 1981 | Legmagasabb helyezés |
| ---------------- | -------------------- |
| Németország      | 26                   |
| Ausztria         | 19                   |

## Külső hivatkozások
- Dalszöveg[5]
- Video[6]
- Ottawan weboldal[7]